# Xainza
Xainza, Shenzha (tyb. ཤན་རྩ་རྫོང, Wylie: shan rtsa rdzong, ZWPY: Xainza Zong; chiń. upr. 申扎县; pinyin Shēnzhā Xiàn) – powiat w środkowej części Tybetańskiego Regionu Autonomicznego, w prefekturze Nagqu. W 1999 roku powiat liczył 16 190 mieszkańców.